# Arnaud Dos Santos
Arnaud Dos Santos (Beautor, 19 settembre 1945) è un ex calciatore e allenatore di calcio francese, di ruolo centrocampista.

## Palmarès

### Giocatore

#### Competizioni nazionali
- Ligue 2: 1

LOSC Lille: 1977-1978